# Ella Bucio
Ella Bucio Dovali (Ciudad de México, 20 de agosto de 1997) es una deportista mexicana, pionera del parkour femenino en México.

## Trayectoria deportiva
Durante su niñez y adolescencia practicó gimnasia artística de alto rendimiento, lo cual le ayudó a destacar en el parkour, por las acrobacias, desplazamientos y saltos que se realizan; como gimnasta fue parte del Centro Nacional de Desarrollo de Talentos Deportivos y compitió en Olimpiadas Nacionales. 
En septiembre ganó el primer lugar de la competencia freestyle de FISE World Montpellier, avalada por la Federación Internacional de Gimnasia, en la cual compitieron 48 participantes de distintos países. 

Esta disciplina es incipiente en México, en palabras de Bucio:
En México no había mujeres en parkour, éramos pocas y competíamos contra los hombres. Apenas se abren las categorías y comenzó a subir el nivel.
Según la revista Chilango, México está en el top 10 mundial gracias a exponentes como Raquel Becker, Kiara Guerrero, Daer Sánchez, Jona Herrera y Ella Bucio.
Fue parte de la 3.ª edición del Festival Tiempo de Mujeres, organizado por la Secretaría de Cultura de la Ciudad de México, en el programa Callejeras.arteurbano, una exhibición de parkour, rap, break dance y grafiti, grabado en Chapultepec; otro deporte que practica es el tiro con arco, además, como gimnasta fue parte del Centro Nacional de Desarrollo de Talentos Deportivos y compitió en Olimpiadas Nacionales.
En reiteradas ocasiones, los medios de comunicación han difundido la información errónea de que Ella fue estudiante de la Escuela de Circo de Bruselas, lo cual ha desmentido múltiples veces en sus redes sociales y en entrevistas a periódicos como La Jornada, quienes no han corregido el error.
En 2020 obtuvo el primer lugar de la competencia virtual freestyle de la FISE World Montpellier, y en 2022 ganó el oro en la copa mundial de parkour de Montpellier en la categoría de estilo libre, y obtuvo también el oro de Freestyle en la copa mundial de parkour de Sofía, Bulgaria, lo que la vuelve bicampeona mundial de Freestyle de parkour.
Resultó campeona el mundo en las pruebas de estilo libre ddurante las competencias celebradas en Tokyo, Japón en 2022, mientras que en 2023, ganó la medalla de oro en la Copa Mundial de Parkour Montpellier 2023 (Francia) de la Federación Internacional de Gimnasia.
En 2024, la medalla de oro se la llevó por la prueba de velocidad, con un tiempo de 38.28 segundos; durante su presentación en la Copa del mundo de parkour celebrada en Ámsterdam en 2025 obtuvo la medalla de plata en la prueba de estilo libre con un resultado de 22.50 puntos, mientras que en la prueba de velocidad terminó en cuarta posición.

## Palmarés internacional
| Campeonato Mundial | Campeonato Mundial       | Campeonato Mundial | Campeonato Mundial |
| Año                | Lugar                    | Medalla            | Prueba             |
| ------------------ | ------------------------ | ------------------ | ------------------ |
| 2025               | Ámsterdam (Países Bajos) | Medalla de plata   | Estilo libre       |
| 2024               | Kitakyushu (Japón)       | Medalla de oro     | Velocidad          |
| 2023               | Montpellier (Francia)    | Medalla de oro     | Estilo libre       |
| 2022               | Tokio (Japón)            | Medalla de oro     | Estilo libre       |

## Otras actividades
Ella también es doble de acción, ha trabajado en reality shows como Reto 4 Elementos en su 2da temporada; también en comerciales internacionales y series de Netflix como La Casa de las Flores y modela ropa deportiva desde su cuenta de Instagram.